# Манжетка мягкая
Манже́тка мя́гкая (лат. Alchemilla mollis) — многолетнее травянистое стелющееся растение, вид рода Манжетка семейства Розовые (Rosaceae).
В англоязычных странах садоводы для этого растения используют простонародное название «Lady's-mantle» — дамская накидка. 

## Этимология
Растение часто выращивают как почвопокровное и ценят за внешний вид его листьев во влажную погоду. Водяные капли образуются на листьях из-за их гидрофобных свойств. Алхимики считали эти шарики  чистейшей формой воды, обладающей магическими свойствами. Они использовали эту воду в своем стремлении превратить недрагоценный металл в золото, отсюда и латинское родовое название лат. Alchemilla. Русское родовой название «Манжетка» связано с формой листьев.
Латинский видовой эпитет mollis означает «мягкий», подразумевая волоски на листьях.

## Описание

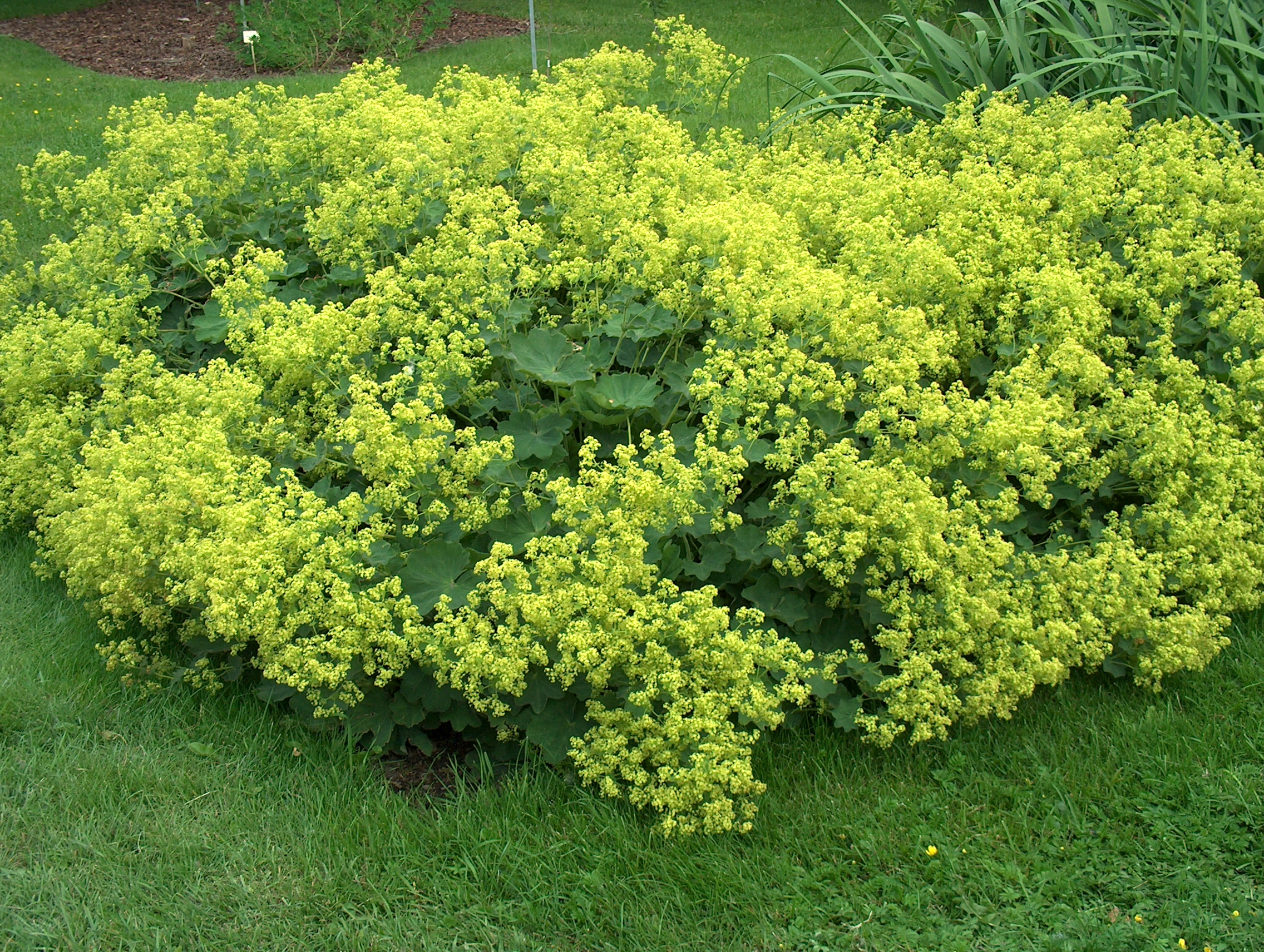
Общий вид группы цветущих растений

Многолетнее или малолетнее травянистое растение. 
Стебель разветвлённый высотой 45–50(100) см, приподнимающийся или прямостоячий. Его длина в 1,5–3 раза превышает длину черешков. Он почти полностью опушён, часто голыми являются только цветоносы  Взрослые кусты достигают 60 см в диаметре.
Листья округлые, шириной до 22 см, с 9–11 вогнутыми лопастями, надрезанные от 4 до 25% радиуса. Верхняя и нижняя часть листьев покрыты белыми волосками, а это означает, что нижняя сторона имеет белый отлив. Прилистники у основания розовые.
Цветоносы голые, имеют длину от 1 до 2,5, редко до 5 мм.
Цветки от жёлтого до зеленовато-жёлтого цвета, около 3 мм в диаметре. Чашелистики раскидистые, редко слегка опушённые. Их длина в 1,2–2 раза больше ширины и до 1,67 раза длиннее чашечки. Наружные чашелистики в 0,8–1,2 раза длиннее и (0,5) в 0,8–1,3 раза шире чашелистиков, а также в 1,67 раза длиннее чашечки и слегка зубчатые снаружи.
Цветёт с июня по август.
Семена созревают в сентябре.
Число хромосом 2n = от 102 до 106.

## Распространение
Природный ареал вида разорванный. Растение произрастает в Швеции, Швейцарии, Болгарии, Румынии, в северной Турции, в Закавказье (Грузия, Армения) и северном Иране на высоких травянистых лугах на высоте от 900 до 2100 м н.у.м. 
В качестве заносного растение встречается по всей Северной, Западной и Центральной Европе, а также на Украине. Растения Центральной Европы, вероятно, происходят из Румынии. Этот вид одичал на плантациях и натурализовался во многих местах, например, в городах, на кладбищах и парках, а также на лугах и на речном гравии. Его можно встретить от равнинных до субальпийских регионов. 
Манжетка — инвазивный вид на Фарерских островах, где местные власти призвали общественность выкорчевать растение, если оно будет обнаружено.

## Использование
Манжетка мягкая широко используется как декоративное растение для бордюров, многолетних клумб, парков и берегов прудов, а также как срезочная культура, в том числе и для сухих букетов. Рекомендуется для обрамления садовых дорожек и переднего края миксбордеров. 
К свету не требовательна, может выращиваться как на прямом солнце, так и в полутени. Для повторного цветения отцветшие соцветия удаляют. Размножение: делением кустов, черенкованием и семенами (под зиму). Активно размножается самосевом.
Манжетка мягкая используется наряду с другими растениями рода Alchemilla в народной медицине Европы. 

## Сорта
- 'Thriller' — компактная форма.
- 'Robustica'